# Manhã de Carnaval

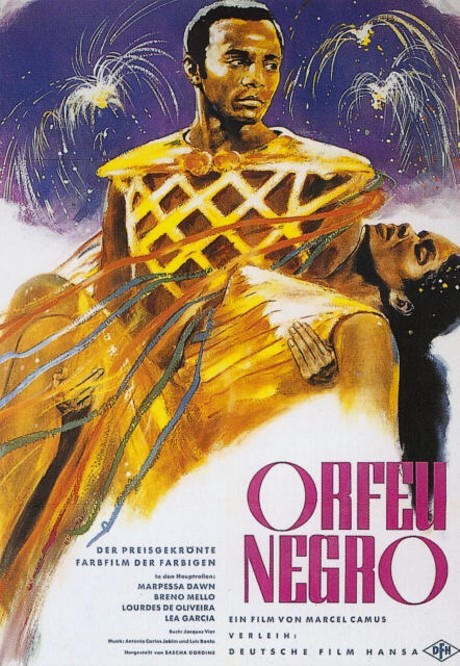
Filmplakat von Orfeu Negro

Manhã de Carnaval (deutsch: „Karnevalsmorgen“) ist ein von Luiz Bonfá und Antônio Maria komponierter Bossa Nova, der sich in der zweiten Hälfte des 20. Jahrhunderts zum Jazzstandard entwickelt hat. Das Lied wurde 1959 als eines der Musikstücke für den brasilianischen Film Orfeu Negro komponiert und darin sowohl gesungen und gesummt von Agostinho dos Santos (dargestellt von Breno Mello als Orfeu) und Elizeth Cardoso (dargestellt von Marpessa Dawn als Euridice).
In der Folgezeit, als auch zahlreiche andere Bossa-Nova-Stücke von Jazzmusikern aufgegriffen wurden, wurde er von mehreren vorwiegend brasilianischen Künstlern neu aufgenommen und fand dadurch Eingang in die internationale Jazz-Szene. Der Song ist heute besser bekannt unter dem Titel Orfeo Negro oder englisch Black Orpheus, unter dem er beispielsweise von Don Cherry gespielt wurde. Verbreitet ist auch der Titel A Day in the Life of a Fool, unter dem Manhã de Carnaval von Carl Sigman mit neu verfasstem Text veröffentlicht wurde.
Die Schlagersängerin Alexandra sang eine deutsche Version von Ernst Bader mit dem Titel Das Glück kam zu mir wie ein Traum, die zwar mit einem Rumba-Rhythmus unterlegt ist, aber ansonsten wenig musikalischen Bezug zum lateinamerikanischen Raum hat. Georgette Dee hat diese Version wiederum als Chanson etabliert.

## Liedtext
Manhã tão bonita manhã

De um dia feliz que chegou

O sol no céu surgiu

E em cada cor brilhou

Voltou o sonho, então, ao coração.
Depois deste dia feliz

Não sei se outro dia haverá

É nossa manhã, tão bela afinal

Manhã de Carnaval.
Canta o meu coração

A alegria chegou

Na manhã tão feliz

Deste amor…